# Richard Hare
Richard Mervyn Hare (ur. 21 marca 1919 w Backwell, Somerset, zm. 29 stycznia 2002 w Ewelme, Oxfordshire) – angielski etyk. Jest uznawany za głównego przedstawiciela preskryptywizmu.